# Dysrhythmia
Dysrhythmia é uma banda instrumental de metal progressivo/math metal dos Estados Unidos.
A banda foi formada por Kevin Hufnagel (guitarra) e Clayton Ingerson (baixo) em 1999, seis meses depois foi recrutado o baterista Jeff Eber. O primeiro registro, Contradiction, foi gravado em 4 dias na casa de um amigo, e lançado no ano seguinte a sua formação.

## Formação
Atual
- Jeff Eber – bateria (1998–atualmente)
- Kevin Hufnagel – guitarra (1998–atualmente)
- Colin Marston – baixo (2004–atualmente)

Ex membros
- Clayton Ingerson – baixo (1998–2004)

## Discografia
Albums
- Contradiction (2000)
- No Interference (2001) (reeditada em 2005 pela Translation Loss Records com uma música extra)
- Pretest (2003)
- Barriers and Passages (2006)
- Psychic Maps (2009)
- Test of Submission (2012)
- The Veil of Control (2016)

Singles e EPs
- Split 10" com Thoughtstreams (2002)
- Split 7" com Technician (2002)
- Fractures (2007) Split com Rothko.

Álbum ao vivo
- Live at Contamination Festival 2003 (2004)